# 世界文學
世界文學是指世界各國文學的總和，以及作品在世界的流通。
David Damrosch指出一部作品需要通过兩個階段而成為世界文學：首先，作为「文學」被閱讀；其次，傳播到超越其语言和文化起源的更廣闊的世界。 Venkat Mani認為，文學的「世界化」（worlding）是由印刷文化發展的信息傳遞而產生的。在這之中，圖書館擔任了「創造世界文學」的重要角色。

## 台灣對「世界文學」的討論
國立中興大學榮譽教授邱貴芬在《台灣文學的世界之路》探討台灣文學與世界文學的關係，以及台灣文學邁向世界文學之路所面臨的挑戰與對策。 國立台灣大學教授黃美娥主編的《世界中的台灣文學》表示，台灣文學的書寫可以具有與世界共振、共鳴和對話的能力。